# Yrjö Lehtilä
Yrjö Ilmari Lehtilä, né le 19 novembre 1916 à Turku et mort le 27 mars 2000, est un athlète finlandais, spécialiste du lancer du poids. 

## Biographie
Lors des championnats d'Europe 1946, Yrjö Lehtilä remporte la médaille de bronze au lancer du poids derrière l'Islandais Gunnar Huseby et le Soviétique Dmitriy Goryainov.

### Palmarès
| Date | Compétition           | Lieu    | Résultat | Performance |
| ---- | --------------------- | ------- | -------- | ----------- |
| 1946 | Championnats d'Europe | Oslo    | 3e       | 15,23 m     |
| 1948 | Jeux olympiques       | Londres | 6e       | 15,05 m     |

### Records
| Épreuve         | Performance | Lieu  | Date         |
| --------------- | ----------- | ----- | ------------ |
| Lancer du poids | 15,85 m     | Turku | 28 juin 1944 |